# Campeonato Mundial de Street Luge y Skateboarding en Descenso
El Campeonato Mundial de Monopatinaje en Descenso y Street Luge es la mayor competencia mundial referente al street luge y al monopatinaje en descenso. Está organizada por World Skate, entidad que regula deportes sobre patines de rueda, quien a su vez está avalada por el COI, por lo que el deporte está considerado como potencial ingreso a los Juegos Olímpicos. World Skate empezó a sancionar el campeonato del mundo en 2022 junto a los Juegos Mundiales de Patinaje de 2022. En 2024 se organizó por primera vez el mundial por fuera de los Juegos Mundiales de Patinaje

## Ediciones
| Año            | Lugar               |
| -------------- | ------------------- |
| 2022           | San Juan, Argentina |
| 2023 (en 2024) | Tagaytay, Filipinas |
| 2024           | Tortoreto, Italia   |

## Medallistas

### Masculino

#### Monopatinaje en descenso
| Evento | Oro                         | Plata                        | Bronce                    |
| ------ | --------------------------- | ---------------------------- | ------------------------- |
| 2022   | Dane Hanna · Canadá ·       | Diego Poncelet · España ·    | Nick Broms Estados Unidos |
| 2023   | Stefano Barbizzi · Italia · | Marc Escoda Turro · España · | Adrien Paynel Francia     |
| 2024   | Harry Clarke Australia      | Andreas Bouclier Francia     | Adrien Paynel Francia     |

#### Street luge
| Evento | Oro                                | Plata                      | Bronce                             |
| ------ | ---------------------------------- | -------------------------- | ---------------------------------- |
| 2022   | Ryan Farmer Estados Unidos         | Roberto Marasca · Italia · | Graham Brittain Australia          |
| 2023   | Abdil Adzeem Ahmad Madhzan Malasia | Graham Brittain Australia  | Kolby Parks · Canadá ·             |
| 2024   | Mikel Echegaray Diez · España ·    | Ryan Farmer Estados Unidos | Abdil Adzeem Ahmad Madhzan Malasia |

### Femenino

#### Monopatinaje en descenso
| Evento | Oro                          | Plata                          | Bronce                       |
| ------ | ---------------------------- | ------------------------------ | ---------------------------- |
| 2022   | Emily Pross Estados Unidos   | Ashley Winecoff Estados Unidos | Lisa Peters · Países Bajos · |
| 2023   | Lisa Peters · Países Bajos · | Katerina Hill · Canadá ·       | Elissa Mah Nueva Zelanda     |
| 2024   | Seline Theiler · Suiza ·     | Lisa Peters · Países Bajos ·   | Katerina Hill · Canadá ·     |

#### Street luge
| Evento | Oro                        | Plata                              | Bronce                        |
| ------ | -------------------------- | ---------------------------------- | ----------------------------- |
| 2022   | Loreline Pastor Francia    | Sabrina Riffenburgh Estados Unidos | C.J. Wilkinson Estados Unidos |
| 2023   | Morrah Jakubiec · Canadá · | Samantha Marsteller Estados Unidos | Tatyana Hill · Canadá ·       |
| 2024   | Loreline Pastor Francia    | Sabrina Riffenburgh Estados Unidos | Tatyana Hill · Canadá ·       |